# Richard Campagna
Richard V. Campagna était le candidat à la vice-présidence du Parti libertarien américain pour l'élection présidentielle de 2004. Il formait le ticket du parti libertarien avec Michael Badnarik. 

## Biographie
Il est né à New York et est diplômé de l'université Brown et de l'université Columbia. Il a obtenu un Ph.D de l'American College of Metaphysical Theology. Il travailla d'abord pour la Motion Picture Association avec Jack Valenti. Il a exercé de nombreux métiers au cours de sa carrière: juriste, interprète, psychologue, professeur et brièvement voyagiste. 
Il réside désormais dans l'Iowa et travaille comme consultant, avocat et homme d'affaires. C'est un ardent défenseur de l'existentialisme. Marié à une Vénézuélienne, il est père d'un garçon.
Polyglotte, il parle couramment 6 langues.

## Carrière politique
Campagna est membre du Parti libertarien En 2002 il se présente en tant que suppléant de Clyde Cleveland pour l'élection du gouverneur de l'Iowa. Ils terminent en 4e position avec 13 098 voix, soit 1,3 %. 
Il se déclare candidat pour l'investiture du Parti libertarien à la mi 2003 (il est le premier à se déclarer). Il bat dès le premier tour son rival du Missouri Tamara Millay lors de la convention nationale de 2004. 
En 2004, il a concouru à l'élection présidentielle avec Michael Badnarik. Ils avaient été élus lors de la convention nationale libertarienne qui s'est tenue du 27 au 31 mai 2004 à Atlanta, Géorgie. Le ticket libertarien a terminé 4e avec plus de 400 000 voix (0,34 % des suffrages exprimés) mais aucun grand électeur.